# José Cobo Cano

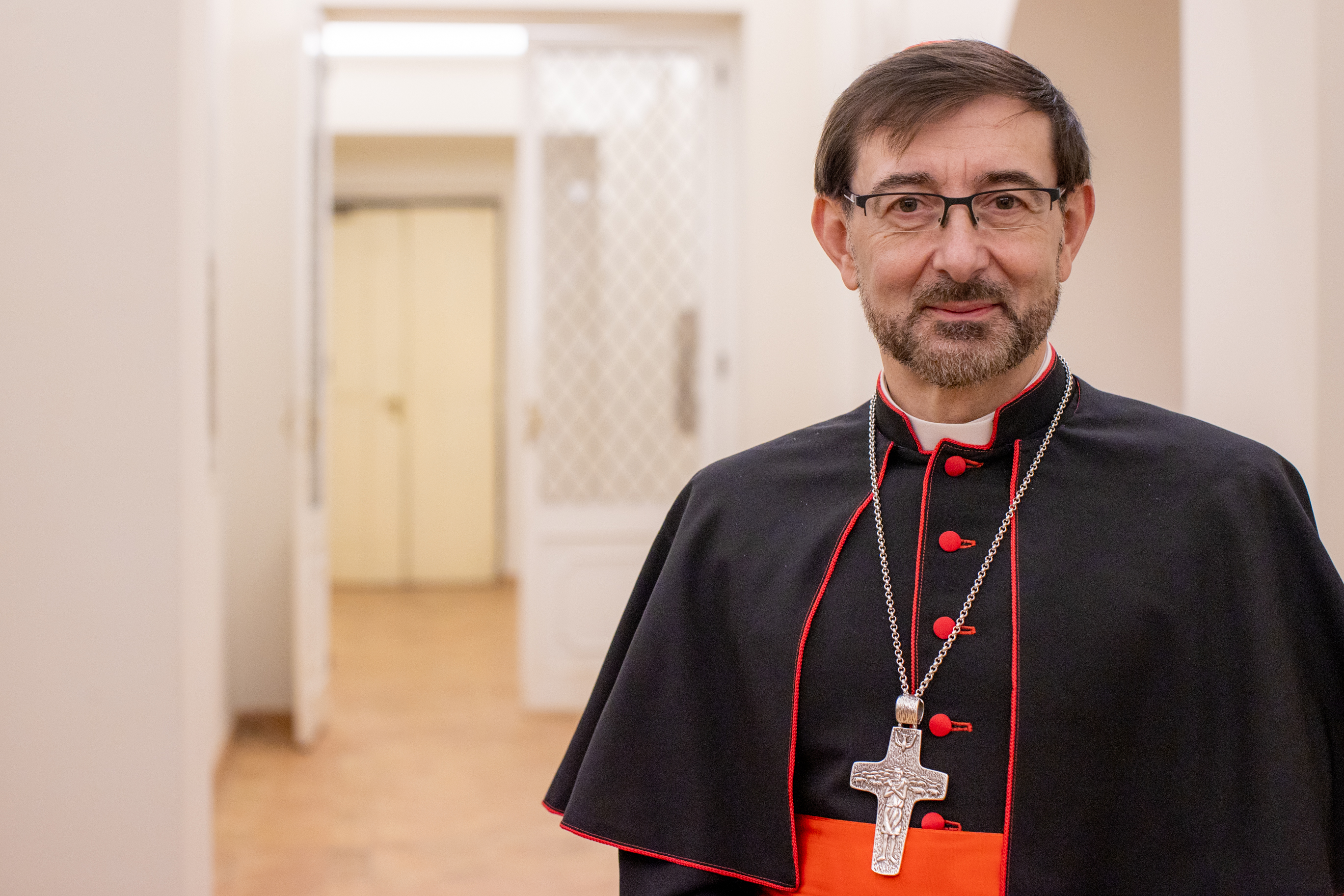
José Kardinal Cobo Cano (2024)

Kardinalswappen von José Cobo Cano

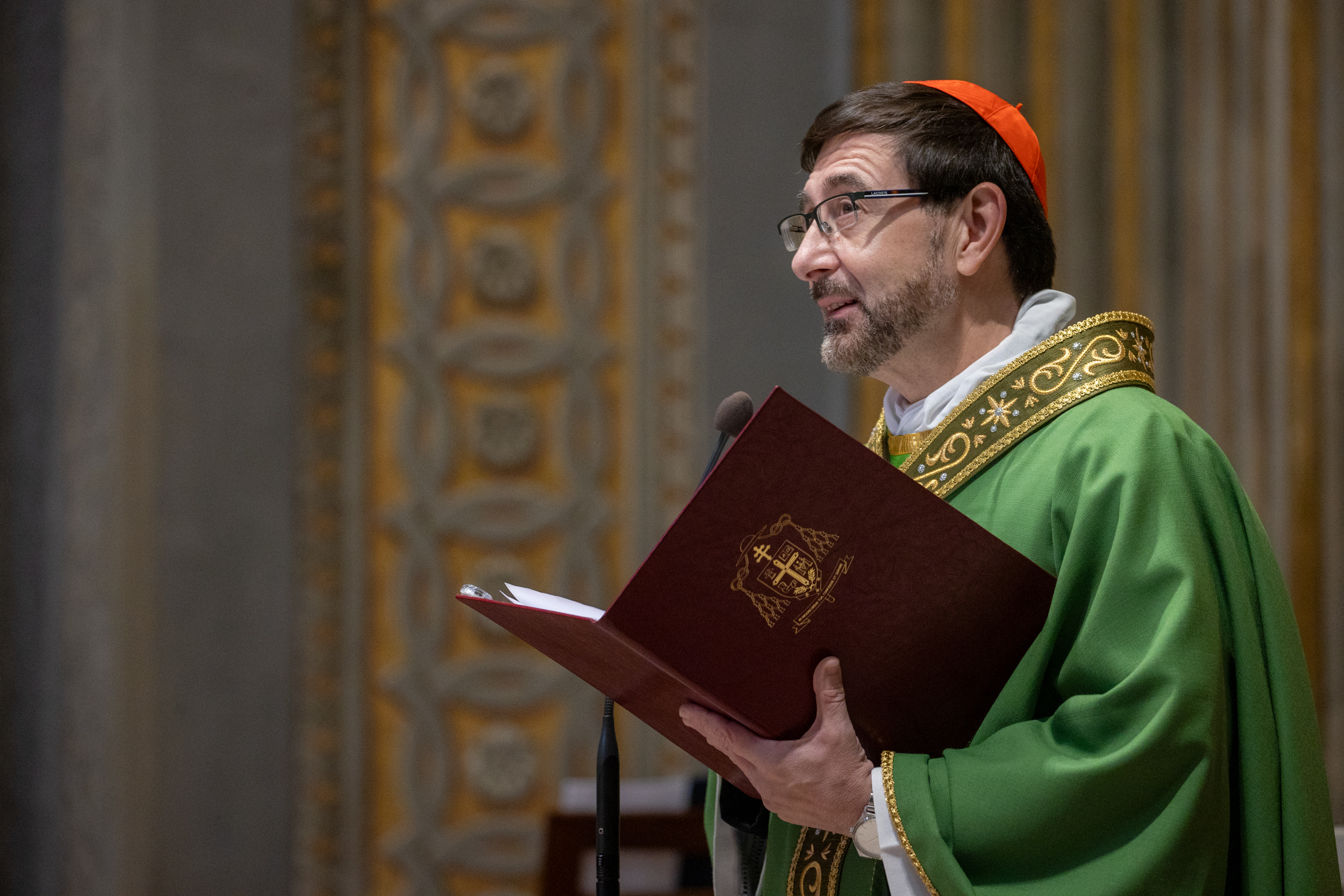
Kardinal Cobo bei der Besitzergreifung seiner Titelkirche (Februar 2024)

José Kardinal Cobo Cano (* 20. September 1965 in Sabiote, Jaén, Andalusien) ist ein spanischer Geistlicher und römisch-katholischer Erzbischof von Madrid.

## Leben
José Cobo Cano erlangte 1988 an der Universität Complutense Madrid ein Lizenziat im Fach Zivilrecht. Danach studierte er Philosophie und Katholische Theologie am Priesterseminar La Inmaculada y San Dámaso in Madrid. Das Theologiestudium schloss er 1992 an der Dámaso Universität in Madrid mit einem Bakkalaureat ab. Er empfing am 23. April 1994 in Madrid das Sakrament der Priesterweihe für das Erzbistum Madrid. Bis 1996 setzte Cobo Cano an der Päpstlichen Universität Comillas seine Studien im Fach Christliche Soziallehre fort.
Von 1994 bis 2000 war José Cobo Cano als Kaplan der Hermandades del Trabajo tätig und von 1995 bis 2000 zusätzlich als Pfarrvikar der Pfarrei San Leopoldo. Anschließend wurde Cobo Cano Pfarrer der Pfarrei San Alfonso María de Ligorio. Von 2002 bis 2015 war er zudem Erzpriester von Nuestra Señora del Pilar de Aluche-Campamento. Ferner gehörte er von 2000 bis 2012 dem Priesterrat des Erzbistums Madrid und von 2002 bis 2005 der ständigen Kommission für die zweite Diözesansynode an. Daneben lehrte er von 1996 bis 2000 am Ausbildungszentrum für das pastorale Personal in Madrid und von 2000 bis 2012 am Centro de Estudios Sociales de Cáritas Diocesana de Madrid. Ab 2015 fungierte er als Bischofsvikar für das Vikariat II, das den Nordosten des Erzbistums Madrid umfasst. Darüber hinaus gehörte er ab Dezember 2015 dem Diözesanpastoralrat und erneut dem Priesterrat des Erzbistums Madrid an.
Am 29. Dezember 2017 ernannte ihn Papst Franziskus zum Titularbischof von Beatia und zum Weihbischof in Madrid. Der Erzbischof von Madrid, Carlos Kardinal Osoro Sierra, spendete ihm sowie Santos Montoya Torres und Jesús Vidal Chamorro am 17. Februar 2018 in der Kathedrale Santa María la Real de La Almudena die Bischofsweihe; Mitkonsekratoren waren der emeritierte Erzbischof von Madrid, Antonio María Kardinal Rouco Varela, und der Apostolische Nuntius in Spanien, Erzbischof Renzo Fratini. José Cobo Cano wählte den Wahlspruch “In misericordia tua, confidere et servire” (deutsch: „In deiner Gnade, vertrauen und dienen“). Als Weihbischof war er weiterhin Mitglied des Bischofsrats, des Priesterrats und des Diözesanpastoralrats. In der Spanischen Bischofskonferenz leitete Cobo Cano zudem von 2018 bis 2021 die Abteilung für die Gefängnisseelsorge. Außerdem gehört er seit 2018 der Kommission für die Sozialpastoral an und seit 2019 leitet er die Abteilung für Migration.
Papst Franziskus bestellte ihn am 12. Juni 2023 zum Erzbischof von Madrid. Die Amtseinführung fand am 8. Juli 2023 statt. Am 9. September 2023 ernannte ihn Papst Franziskus zum Mitglied des Dikasteriums für die Bischöfe sowie am 4. Oktober desselben Jahres zusätzlich zum Mitglied des Dikasteriums für Laien, Familie und Leben.
Im Konsistorium vom 30. September 2023 nahm ihn Papst Franziskus als Kardinalpriester mit der Titelkirche Santa Maria in Monserrato degli Spagnoli in das Kardinalskollegium auf. Die Besitzergreifung seiner Titelkirche fand am 4. Februar des folgenden Jahres statt. Im März 2024 wurde Kardinal Cobo zum Vizepräsidenten der Spanischen Bischofskonferenz gewählt. Am 1. März 2024 wurde er zudem von Papst Franziskus zum Ordinarius für die Gläubigen der östlichen Riten in Spanien ernannt. Nach dem Tod von Papst Franziskus nahm Kardinal Cobo am Konklave 2025 teil, das Leo XIV. wählte.

## Schriften
- Caminos de resurrección. In: Vida Nueva. Nr. 3183, 2020, S. 20–21.
- Clausura de las XIX Jornadas de Teología. La Iglesia ante el drama de los abusos. Diagnóstico actual y caminos de futuro. In: Universidad Pontificia de Comillas (Hrsg.): Los abusos de poder, conciencia y autoridad en la Iglesia. PPC Editorial, Boadilla del Monte 2023, ISBN 978-84-288-4006-4, S. 179–200.